# Subenrat Insaeng
Subenrat Insaeng, tajska atletinja,  * 10. februar 1994.
Njen osebni rekord, ki je hkrati tajski državni rekord v metu diska, znaša 60,09 metrov, postavila pa ga je leta 2015 v Taipeiu. 

## Dosežki
| Predstavnica države Tajska | Predstavnica države Tajska        | Predstavnica države Tajska | Predstavnica države Tajska | Predstavnica države Tajska | Predstavnica države Tajska |
| -------------------------- | --------------------------------- | -------------------------- | -------------------------- | -------------------------- | -------------------------- |
| 2009                       | Mladinske Azijske igre            | Singapur                   | 2. mesto                   | met diska                  | 42,98 m                    |
| 2010                       | Azijsko mladinsko prvenstvo       | Hanoi, Vietnam             | 2. mesto                   | met diska                  | 46,54 m                    |
| 2010                       | Poletne mladinske Olimpijske igre | Singapur                   | 5. mesto                   | met diska                  | 45,47 m                    |
| 2011                       | Svetovno mladinsko prvenstvo      | Lille, Francija            | 17. mesto (q)              | met diska                  | 45,47 m                    |
| 2011                       | Igre jugovzhodne Azije            | Palembang, Indonezija      | 1. mesto                   | met diska                  | 52,25 m                    |
| 2012                       | Azijsko mladinsko prvenstvo       | Colombo, Šri Lanka         | 1. mesto                   | met diska                  | 54,08 m                    |
| 2012                       | Svetovno mladinsko prvenstvo      | Barcelona, Španija         | 6. mesto                   | met diska                  | 54,47 m                    |
| 2013                       | Univerzijada                      | Kazan, Rusija              | 4. mesto                   | met diska                  | 53,40 m                    |
| 2013                       | Igre jugovzhodne Azije            | Naypyidaw, Mjanmar         | 1. mesto                   | met diska                  | 56,77 m                    |
| 2014                       | Azijske igre                      | Inčon, Južna Koreja        | 5. mesto                   | met diska                  | 54,77 m                    |
| 2015                       | Igre jugovzhodne Azije            | Singapur                   | 1. mesto                   | met diska                  | 59,56 m                    |
| 2015                       | Azijsko prvenstvo                 | Wuhan, Kitajska            | 4. mesto                   | met diska                  | 58,47 m                    |
| 2015                       | Univerzijada                      | Gwangju, Južna Koreja      | 4. mesto                   | met diska                  | 57,75 m                    |
| 2015                       | Svetovno prvenstvo                | Peking, Kitajska           | 29. mesto (q)              | met diska                  | 55,14 m                    |